# Gegempalan
Gegempalan is een bestuurslaag in het regentschap Ciamis van de provincie West-Java, Indonesië. Gegempalan telt 3992 inwoners (volkstelling 2010).